# Lerista microtis
Lerista microtis — вид сцинкоподібних ящірок родини сцинкових (Scincidae). Ендемік Австралії.

## Підвиди
Виділяють три підвиди:
- Lerista microtis microtis (Gray, 1845) — південно-західне узбережжя Західної Австралії (на захід до міста Бремер-Бей[en]);
- Lerista microtis intermedia Storr, 1991 — південне узбережжя Західної Австралії (від Іст-Маунт-Баррен[en] до затоки Ізраєліт[en]);
- Lerista microtis schwaneri Storr, 1991 — узбережжя Південної Австралії, зокрема сусідні острови.

## Поширення і екологія
Lerista microtis мешкають в прибережних районах Західної і Південної Австралії. Вони живуть на прибережних пустищах, в невиких чагарникових заростях, рідколіссях і евкаліптових лісах, серед опалого листя і каміння. L. m. microtis віддають перевагу прибережним пустищам і лісам джарра, L. m. intermedia — прибережним пустищам і дюнам, а L. m. schwaneri — піщаним узбережжям.